# Alberto Valentim
Alberto Valentim do Carmo Nieto (ur. 22 marca 1975 roku w Oliveira) brazylijski piłkarz, grający na pozycji pomocnika. Obecnie gra w klubie Athletico Paranaense. W swojej karierze grał między innymi w AC Siena i Udinese Calcio. W swojej karierze rozegrał 5 meczów w reprezentacji narodowej Brazylii nie strzelając żadnej bramki. Wszystkie te mecze rozegrał w 1995 roku. Dużą część swojej kariery spędził we Włoszech. Grał tam w Udinese Calcio i AC Siena. W Udinese rozegrał 86 meczów, strzelając 3 bramki. W AC Siena rozegrał 77 meczów i nie strzelił żadnej bramki. Obecnie gra w swoim pierwszym seniorskim klubie, czyli Athletico Paranaense.